# Parioglossus caeruleolineatus
Parioglossus caeruleolineatus is een straalvinnige vissensoort uit de familie van de torpedogrondels (Ptereleotridae). De wetenschappelijke naam van de soort is voor het eerst geldig gepubliceerd in 2010 door Suzuki, Yonezawa & Sakaue.